# Octomeria estrellensis
Octomeria estrellensis là một loài lan đặc hữu của đông nam Brasil.